# Leggenda delle origini svedesi della Svizzera
Nella leggenda e nella antica storiografia della Svizzera si narra di una migrazione di alcuni svedesi e frisoni, i quali si stabilirono nelle Alpi svizzere, in particolare a Svitto (in tedesco Schwyz) e Hasli (Schwedensage).

## Leggenda medievale
La leggenda è discussa nella Chronica regni Gothorum di Ericus Olai (1470 circa). Olai osserva che gli svizzeri (Svitenses) affermavano di discendere da "svedesi o goti". Olai nota anche la somiglianza nella toponomastica, Swycia, quasi Suecia. Ciò si riflette in una glossa del tardo XV secolo dell'abbazia di Reichenau che recita Suecia, alias Helvicia, inde Helvici, id est Suetones.
Una testimonianza quasi contemporanea è quello di Petermann Etterlin, che scrisse nel 1470 (stampato nel 1597 come Kronika von der loblichen Eydtgenossenschaft, in italiano Cronaca della Confederazione Svizzera). Etterlin che racconta la leggenda si riferisce a "gli svedesi, che ora sono chiamati Switzer" (die Schwediger, quindi man yetz nempt Switzer) presenta un fondatore omonimo, uno Suit (Swit, Schwyt, Switer), leader degli svedesi emigranti, che sconfisse suo fratello Scheyg in duello per la leadership del nuovo insediamento. Egli scrive sulla loro decisione di stabilirsi nel sito di Svitto (Schwyz):
| Also zugent sy gegen hôchen tütschen landen zuo, und kâment in gegne nit ferr von dem vinstren walde, das man yetz nennet zuo unser frowen zuo Einsidlen. Dâ liessent sy sich nider in einem tal heisset Brunnen, dâ gar nützet was anders dann ein hüpsche wilde, und was keine wonung nyenâ dâselbs umb, dann ein hüssle, dâ einer inne sass, der des fars wartet (dann es ist alwegen ein strâss und ein far daselbs gewesen): dâ wolttentz mornendes über sê gefaren sin, und dannent hin über die pirg und den Gotthart gen Rôm zuo. Alsô stuond in der nacht ein grûssamlicher ungehürer wind uff, des gelîchen vormâlen nyemer gesechen worden was, umb des willen sy nit ab stat komen möchtent. Dô giengent sy in den welden hin und har, besâhent die landtschaft und fundent dâ hübsch holz, frisch guot brunnen und ein toügenlîch gelegenheit, die, als sy bedûcht, wann es erbûwen wêr, irem lande in Swêden nit unglîch, und wurdent ye mit ein andren ze rât, dass sy da selbs wolten verharren und ein botschafft hinweg schicken, Soliche gegne und wilde von dem Riche ze entpfachent, als ouch beschach. | "Così viaggiarono verso l'Alta Germania e arrivarono in una terra non lontana dalla Foresta Nera che ora è conosciuta come Nostra Signora di Einsiedeln. Lì si stabilirono in una valle chiamata Brunnen, dove non c'era nient'altro che un luogo selvaggio, e non c'erano abitazioni da nessuna parte intorno a quel luogo, se non una casetta, dove viveva chi si occupava del traghetto (perché in quel luogo c'erano sempre stati una strada e un traghetto): lì progettavano di attraversare il lago al mattino, e da lì attraverso le montagne e il passo del Gottardo verso Roma. Ma durante la notte si alzò un vento crudele e terribile, come non si era mai visto prima, a causa del quale non potevano spostarsi dal luogo. Così andarono avanti e indietro nei boschi e guardarono il paesaggio, e vi trovarono bei boschi, pozzi freschi e buoni e una situazione adatta che, come pensavano, se fosse stata coltivata non sarebbe stata dissimile dalle loro terre in Svezia, e concordarono tra loro che avrebbero abitato in quel luogo e inviato un messaggero chiedendo di ricevere queste terre e queste [terre] selvagge come feudo imperiale, come in effetti accadde". |

Il racconto di Etterlin si basa presumibilmente su una "cronaca svizzera comune" (Gesta Suitensium, gemeine Schwyzerchronik) riflessa anche nel Libro bianco di Sarnen, Enrico di Gundelfingen (Das Herkommen der Schwyzer und Oberhasler) e successivamente da Aegidius Tschudi (Die Geschichte der Ostfriesen, Swedier und andre, so mit jnen gereisset, vnd wie Switer dem Lande den Namen Swiz gegeben). Etterlin presenta i tre Waldstätten come rappresentanti di tre diversi ceppi o razze, il popolo di Svitto (Schwyz) come gli immigrati più recenti (dalla Svezia), il popolo di Uri che rappresenta l'originale "Goti e Unni" e il popolo di Untervaldo che rappresenta "i romani".
Enrico di Gundelfingen fornisce una versione elaborata della leggenda, affermando che l'emigrazione dalla Svezia e dalla Frisia era dovuta a una carestia, che portò re "Cisberto di Svezia" ad emanare un decreto secondo cui ogni mese un uomo su dieci sarebbe stato estratto a sorte per essere costretto a emigrare con tutta la sua famiglia e le sue proprietà. Enrico è l'origine delle cifre di 6.000 svedesi e 1.200 frisoni che hanno preso parte alla migrazione con un certo Suicerus come loro capo.
La leggenda è citata anche da Albrecht von Bonstetten, monaco dell'abbazia di Einsiedeln, nel 1479 (Superius Germanie Confederationis descriptio). In questa versione, il toponimo Schwyz (Svitto) deriva da un fondatore svedese di nome Switerus.
Sigismund Meisterlin († 1488) nel suo Chronicon Norimbergense afferma che il popolo di Svitto (Schwyz) discendeva dagli Unni, con un capo chiamato Swifter che governava la valle, mentre suo fratello Senner governa gli alti pascoli.
Documenti dell'inizio del XVI secolo confermano che la tradizione era in realtà parte del folclore locale (e non il risultato di dotte speculazioni etimologiche); in un Urner Tellenspiel eseguito tra il 1511 e il 1525, l'identificazione delle ascendenze gotiche e unne di Uri, l'ascendenza romana di Untervaldo e l'ascendenza svedese di Svitto/Schwyz, e per la Landsgemeinde di Svitto nel 1531 abbiamo la registrazione di una rappresentazione di un Andacht der Altvorderen (ricordo degli antenati) in memoria dell'Austreibung aus Schweden (sfratto dalla Svezia) in tempi di carestia.
La saga si riflette anche nelle cronache frisoni dell'inizio del XVI secolo come il Tractatus Alvinus, il Boeck der Partijen di Jancko Douwama e gli scritti successivi, così come nella biografia del condottiero Wilwolt von Schaumberg dalla Turingia, che guidò la conquista della Frisia da Alberto III di Sassonia nel 1498. Secondo quest'ultimo, «i frisoni, quando si scrivono, ancora oggi chiamano lo svizzero "figlio" e gli svizzeri chiamano i frisoni "cugino"».
La prima valutazione critica della storia è quella di Tschudi nel 1570, che non è sicuro se respingere il racconto di Kiburger in toto, o se la tradizione possa avere una base storica nei Cimbri del 114 a.C. (a differenza dei suoi successori del XIX secolo, Tschudi non considera la possibilità di una migrazione in età vichinga).

## Prima accoglienza moderna
Una volta che la leggenda fu scritta nelle cronache svizzere della fine del XV secolo, divenne un topos standard della prima storiografia moderna della Svizzera. La leggenda rimase attuale nel folklore di Svitto/Schwyz e Hasli nel XIX secolo, senza dubbio rafforzata dalla tradizione storiografica e letteraria. Il Guglielmo Tell di Schiller (1804) fa riferimento alla leggenda (atto 2, scena 2), con la voce di Stauffacher. I fratelli Grimm inclusero la leggenda nella loro Deutsche Sagen del 1818 (nr. 514 Auswanderung der Schweizer), e Ludwig Bechstein nel suo Deutsches Sagenbuch (1853) la incluse come nr. 2 Des Schweizervolkes Ursprung). In Svezia, lo storico di Uppsala Jakob Ek pubblicò un resoconto della leggenda in De Colonia Suecorum in Helvetiam egressa (1797).
Johannes von Müller nel 1780 accettò che la popolazione di base di Svitto/Schwyz fosse una razza separata (cioè separata da quella di Uri e Untervaldo) e sostenne che questo era ancora visibile nella popolazione "eccezionalmente bella" di Oberhasli e del vicino Oberland Bernese, nonché di Entlebuch. Anche Johann Georg Kohl (1849) descrisse la fisiologia della gente di Oberhasli come di tipo scandinavo, come "straordinariamente alta, forte e bionda".
Erik Gustaf Geijer nella sua Storia degli svedesi (1832-36) nota che la leggenda era ormai limitato alla popolazione di Haslidale ma una volta era anche generalmente accettato dalla gente di Svitto/Schwyz. In questa versione, gli svedesi marciarono da un luogo chiamato Hasle sulle rive del Reno, sconfiggendo un esercito franco lungo la strada, e si stabiliscono nelle valli alpine perché il paesaggio ricorda loro il proprio paese. Geijer aggiunge la sua opinione che gli eventi sarebbero caduti nella "età delle spedizioni nordiche" (cioè l'età vichinga) del IX secolo. Cita una cronaca dell'era vichinga che riferisce che nell'861 una spedizione vichinga salì sulla Mosella e svernò in un accampamento fortificato in un luogo chiamato Haslow, sconfisse un esercito franco e proseguì saccheggiando lungo il Reno. Geijer identifica questa spedizione con una menzionata nella saga di Óláfs Tryggvasonar, alla quale parteciparono i figli di Ragnar Lodbrok, avanzando fino a Wiflisburg (Avenches) in Svizzera.
Nel 1846 Johann Georg Kohl si recò a Hasli, descrivendo sia il suo paesaggio naturale che la sua popolazione. Kohl trascrisse una tradizione che narra di una marcia di 6.000 frisoni e svedesi esiliati dalle loro case a causa di una carestia. I nomi dei leader degli svedesi immigrati sono riportati come Restius e Hastus. Kohl descrive l'architettura della chiesa di Meiringen come reminiscenza dello stile della Frisia settentrionale e scandinava. La leggenda di Hasli venne accolta nel nazionalismo romantico scandinavo, con ad esempio il poeta danese Adam Oehlenschläger, che pubblicò una poesia Haslidalen nel 1849.